# Сергеј Грубач
Сергеј Грубач (Београд, 29. маја 2000) црногорски је фудбалер који тренутно наступа за Кјево из Вероне. Висок је 190 центиметара и игра у нападу.Наступао је за кадетску и омладинску репрезентацију Црне Горе.

## Статистика

#### Клупска
| Клуб     | Сезона   | Лига            | Лига    | Лига   | Национални куп | Национални куп | Европа  | Европа | Остало  | Остало | Укупно  | Укупно |
| Клуб     | Сезона   | Дивизија        | Наступа | Голова | Наступа        | Голова         | Наступа | Голова | Наступа | Голова | Наступа | Голова |
| -------- | -------- | --------------- | ------- | ------ | -------------- | -------------- | ------- | ------ | ------- | ------ | ------- | ------ |
| АПОЕЛ    | 2017/18. | Прва лига Кипра | 1       | 0      | 0              | 0              | 0       | 0      | 0       | 0      | 1       | 0      |
| Кјево    | 2018/19. | Серија А        | 3       | 0      | 1              | 0              | —       | —      | —       | —      | 4       | 0      |
| Каријера | Каријера | Каријера        | 4       | 0      | 1              | 0              | 0       | 0      | 0       | 0      | 5       | 0      |

- Ажурирано 2. јуна 2019. године.[3]